# Margnat (equip ciclista)
L'equip Margnat va ser un equip ciclista francès, de ciclisme en ruta que va competir entre 1958 i 1965.

## Principals resultats
- Volta a Catalunya: Joseph Novales (1963)
- Pujada al Naranco: Federico Bahamontes (1964)
- Tour del Sud-est: Federico Bahamontes (1965)

### A les grans voltes
- Giro d'Itàlia
  - 0 participacions

- Tour de França
  - 4 participacions (1962, 1963, 1964, 1965)
  - 7 victòries d'etapa:
    - 1 el 1962: Federico Bahamontes
    - 2 el 1963: André Darrigade, Federico Bahamontes
    - 4 el 1964: André Darrigade (2), Federico Bahamontes (2)

  - 0 classificació finals:
  - 3 classificacions secundàries:
    - Gran Premi de la muntanya: Federico Bahamontes (1962, 1963, 1964)

- Volta a Espanya
  - 2 participacions (1960, 1965)
  - 2 victòries d'etapa:
    - 2 el 1965: Rudi Altig, José Martín Colmenarejo

  - 0 classificació finals:
  - 0 classificacions secundàries: